# Campionati mondiali di pattinaggio di figura 2024
I Campionati mondiali di pattinaggio di figura 2024 si sono svolti a Montréal, in Canada, dal 18 al 24 marzo 2024. Inizialmente Montreal avrebbe dovuto ospitare i Campionati del mondo 2020, ma sono stati cancellati a causa della pandemia di COVID-19. La competizione determina le quote di iscrizione per ogni federazione ai Campionati mondiali 2025.

## Qualificazione

### Età e requisiti minimi TES
I pattinatori furono ritenuti idonei per i Campionati del Mondo 2024 se avessero compiuto 16 anni prima del 1º luglio 2023 e se avessero soddisfatto i requisiti minimi di punteggio negli elementi tecnici. L'ISU avrebbe accettato i punteggi se fossero stati ottenuti in competizioni internazionali di livello senior riconosciute dall'organizzazione durante la stagione in corso almeno 21 giorni prima del primo giorno di prove ufficiali dei campionati o durante la stagione precedente.
| Disciplina         | SP / RD | FS / FD |
| ------------------ | ------- | ------- |
| Uomini             | 34      | 64      |
| Donne              | 32      | 53      |
| Coppie             | 29      | 46      |
| Danza sul ghiaccio | 33      | 49      |

- doveva essere ottenuto in un evento riconosciuto dall'ISU almeno 21 giorni prima della competizione o durante la stagione precedente
- I punteggi SP/RD e FS/FD potevano essere ottenuti durante eventi differenti.

### Numero di iscrizioni per disciplina
Sulla base dei risultati dei Campionati del mondo 2023, ogni nazione membro dell’ISU potrebbe schierare da una a tre iscrizioni per disciplina. Russia e Bielorussia sono state sospese dalla competizione dopo l'invasione russa dell'Ucraina nel 2022.
| No. | Uomini                             | Donne                                        | Coppie                             | Danza                                                     |
| --- | ---------------------------------- | -------------------------------------------- | ---------------------------------- | --------------------------------------------------------- |
| 3   | Giappone Corea del Sud Stati Uniti | Giappone Corea del Sud                       | Canada Stati Uniti                 | Canada Stati Uniti                                        |
| 2   | Canada Francia Italia Svizzera     | Belgio Estonia Germania Svizzera Stati Uniti | Australia Germania Ungheria Italia | Rep. Ceca Finlandia Francia Gran Bretagna Italia Lituania |

- Se non specificato nella tabella, è permessa l'iscrizione di un solo atleta.

## Programma
| Data               | Disciplina         | Ora   | Segmento         |
| ------------------ | ------------------ | ----- | ---------------- |
| Mercoledì 20 marzo | Coppie             | 12:00 | Programma breve  |
| Mercoledì 20 marzo | Donne              | 17:00 | Programma breve  |
| Giovedì 21 marzo   | Uomini             | 11:10 | Programma breve  |
| Giovedì 21 marzo   | Coppie             | 18:10 | Programma libero |
| Venerdì 22 marzo   | Danza sul ghiaccio | 11:20 | Danza ritmica    |
| Venerdì 22 marzo   | Donne              | 18:00 | Programma libero |
| Sabato 23 marzo    | Danza sul ghiaccio | 13:30 | Danza libera     |
| Sabato 23 marzo    | Uomini             | 18:00 | Programma libero |

- Tutti gli orari sono riportati secondo il fuso orario locale (UTC-5).

## Partecipanti
Le nazioni membri iniziarono ad annunciare le loro selezioni nel dicembre 2023. L'International Skating Union pubblicò un elenco completo delle iscrizioni il 27 febbraio 2024.
| Stato         | Singolare maschile                        | Singolare femminile                    | Coppie                                                                                                 | Danza su ghiaccio                                                                                        |
| ------------- | ----------------------------------------- | -------------------------------------- | --- | --- |
| Armenia       | Semen Daniliants                          |                                        | | |
| Australia     |                                           |                                        | Anastasija Golubeva / Hektor Giotopoulos Moore                                                         | Holly Harris / Jason Chan                                                                                |
| Austria       | Maurizio Zandron                          | Ol'ha Mikutina                         | Sophia Schaller / Livio Mayr                                                                           | |
| Azerbaigian   | Vladimir Litvincev                        |                                        | | Adrienne Carhart / Oleksandr Kolosovskyi                                                                 |
| Belgio        |                                           | Loena Hendrickx Nina Pinzarrone        | | |
| Bulgaria      | Aleksandăr Zlatkov                        | Aleksandra Fejgin                      | | |
| Canada        | Wesley Chiu Roman Sadovsky                | Madeline Schizas                       | Kelly Ann Laurin / Loucas Éthier Lia Pereira / Trennt Michaud Deanna Stellato-Dudek / Maxime Deschamps | Laurence Fournier Beaudry / Nikolaj Sørensen Piper Gilles / Paul Poirier Marjorie Lajoie / Zachary Lagha |
| Cina          | Jin Boyang                                |                                        | Peng Cheng / Wang Lei                                                                                  | Chen Xizi / Xing Jianing                                                                                 |
| Corea del Sud | Cha Jun-hwan Kim Hyun-gyeom Lee Si-hyeong | Kim Chae-yeon Lee Hae-in You Young     | | Hannah Lim / Ye Quan                                                                                     |
| Croazia       | Jari Kessler                              |                                        | | |
| Estonia       | Aleksandr Selevko                         | Nataly Langerbaur Niina Petrõkina      | | Solène Mazingue / Marko Jevgeni Gaidajenko                                                               |
| Filippine     |                                           |                                        | Isabella Gamez / Alexander Korovin                                                                     | |
| Finlandia     | Valtter Virtanen                          | Nella Pelkonen                         | Milania Väänänen / Filippo Clerici                                                                     | Yuka Orihara / Juho Pirinen Juulia Turkkila / Matthias Versluis                                          |
| Francia       | Luc Economides Adam Siao Him Fa           | Lorine Schild                          | | Loïcia Demougeot / Théo Le Mercier Evgenija Loparëva / Geoffrey Brissaud                                 |
| Georgia       | Nika Egadze                               | Anastasija Gubanova                    | Anastasiia Metelkina / Luka Berulava                                                                   | Diana Devis / Gleb Smolkin                                                                               |
| Germania      | Nikita Starostin                          | Kristina Isaev                         | Minerva Fabienne Hase / Nikita Volodin Annika Hocke / Robert Kunkel                                    | Jennifer Janse van Rensburg / Benjamin Steffan                                                           |
| Giappone      | Yūma Kagiyama Kao Miura Shōma Uno         | Mone Chiba Kaori Sakamoto Hana Yoshida | Riku Miura / Ryūichi Kihara                                                                            | Misato Komatsubara / Tim Koleto                                                                          |
| Gran Bretagna | Edward Appleby                            | Nina Povey                             | Anastasia Vaipan-Law / Luke Digby                                                                      | Phebe Bekker / James Hernandez Lilah Fear / Lewis Gibson                                                 |
| Irlanda       |                                           |                                        | | Carolane Soucisse / Shane Firus                                                                          |
| Israele       | Mark Gorodnitsky                          | Mariia Seniuk                          | | Marija Nosovitskaja / Michail Nosovitskij                                                                |
| Italia        | Gabriele Frangipani Nikolaj Memola        | Sarina Joos                            | Lucrezia Beccari / Matteo Guarise Sara Conti / Niccolò Macii                                           | Charlène Guignard / Marco Fabbri Victoria Manni / Carlo Röthlisberger                                    |
| Kazakistan    | Mïxaïl Şaydorov                           |                                        | | |
| Lettonia      | Deniss Vasiļjevs                          | Sofja Stepčenko                        | | |
| Lituania      |                                           | Meda Variakojytė                       | | Paulina Ramanauskaitė / Deividas Kizala Allison Reed / Saulius Ambrulevičius                             |
| Messico       | Donovan Carrillo                          |                                        | | |
| Moldavia      |                                           | Anastasia Gracheva                     | | |
| Monaco        | Davide Lewton Brain                       |                                        | | |
| Norvegia      |                                           | Mia Caroline Risa Gomez                | | |
| Paesi Bassi   |                                           |                                        | Dar'ja Danilova / Michel Tsiba                                                                         | Hanna Jakucs / Alessio Galli                                                                             |
| Polonia       | Vladimir Samojlov                         | Ekaterina Kurakova                     | Ioulia Chtchetinina / Michał Woźniak                                                                   | Olivia Oliver / Filip Bojanowski                                                                         |
| Rep. Ceca     | Georgii Reshtenko                         | Eliška Březinová                       | Federica Simioli / Alessandro Zarbo                                                                    | Kateřina Mrázková / Daniel Mrázek Natálie Taschlerová / Filip Taschler                                   |
| Romania       |                                           | Julia Sauter                           | | |
| Slovacchia    | Adam Hagara                               | Vanesa Selmekova                       | | Anna Šimová / Kirill Aksenov                                                                             |
| Spagna        | Tomàs-Llorenç Guarino Sabaté              |                                        | | Olivia Smart / Tim Dieck                                                                                 |
| Stati Uniti   | Jason Brown Ilia Malinin Camden Pulkinen  | Amber Glenn Isabeau Levito             | Emily Chan / Spencer Akira Howe Ellie Kam / Danny O'Shea Valentina Plazas / Maximiliano Fernandez      | Emily Bratti / Ian Somerville Christina Carreira / Anthony Ponomarenko Madison Chock / Evan Bates        |
| Svezia        | Andreas Nordebäck                         | Josefin Taljegård                      | Greta Crafoord / John Crafoord                                                                         | Milla Ruud Reitan / Nikolaj Majorov                                                                      |
| Svizzera      | Lukas Britschgi                           | Livia Kaiser Kimmy Repond              | | Gina Zehnder / Beda Leon Sieber                                                                          |
| Taipei cinese |                                           | Ting Tzu-Han                           | | |
| Turchia       | Burak Demirboğa                           |                                        | | |
| Ucraina       | Ivan Shmuratko                            | Anastasia Gozhva                       | Sofiia Holichenko / Artem Darenskyi                                                                    | Marija Holubcova / Kyryl Bjelobrov                                                                       |
| Ungheria      | Aleksandr Vlasenko                        |                                        | Maria Pavlova / Alexei Sviatchenko                                                                     | Mariia Ignateva / Danijil Leonyidovics Szemko                                                            |

### Modifiche alle iscrizioni preliminari
| Data        | Disciplina         | Ritirato                        | Aggiunto                 | Motivo                                                  | Rif           |
| ----------- | ------------------ | ------------------------------- | ------------------------ | ------------------------------------------------------- | ------------- |
| 19 gennaio  | Uomini             | Kévin Aymoz                     | Luc Economides           | Ritirato dalle competizioni per il resto della stagione | [ 10 ] [ 11 ] |
| 26 febbraio | Donne              | Léa Serna                       | Lorine Schild            |                                                         | [ 12 ]        |
| 28 febbraio | Coppie             | Camille Kovalev / Pavel Kovalev |                          | Medico                                                  | [ 13 ]        |
| 11 marzo    | Danza sul ghiaccio | Wang Shiyue / Liu Xinyu         | Chen Xizi / Xing Jianing |                                                         | [ 9 ]         |
| 15 marzo    | Uomini             | Lev Vinokur                     | Mark Gorodnitsky         | Ulteriore considerazione                                | [ 6 ]         |

## Medagliere
Medaglie assegnate ai pattinatori che ottengono i piazzamenti complessivi più alti in ogni disciplina:
| Giochi             | Oro                                      | Argento                     | Bronzo                                 |
| ------------------ | ---------------------------------------- | --------------------------- | -------------------------------------- |
| Uomini             | Ilia Malinin                             | Yūma Kagiyama               | Adam Siao Him Fa                       |
| Donne              | Kaori Sakamoto                           | Isabeau Levito              | Kim Chae-yeon                          |
| Coppie             | Deanna Stellato-Dudek / Maxime Deschamps | Riku Miura / Ryūichi Kihara | Minerva Fabienne Hase / Nikita Volodin |
| Danza sul ghiaccio | Madison Chock / Evan Bates               | Piper Gilles / Paul Poirier | Charlène Guignard / Marco Fabbri       |

Piccole medaglie assegnate ai pattinatori che ottengono i più alti piazzamenti nel programma corto o nella danza ritmica in ogni disciplina:
| Giochi             | Oro                                      | Argento                          | Bronzo                      |
| ------------------ | ---------------------------------------- | -------------------------------- | --------------------------- |
| Uomini             | Shōma Uno                                | Yūma Kagiyama                    | Ilia Malinin                |
| Donne              | Loena Hendrickx                          | Isabeau Levito                   | Lee Hae-in                  |
| Coppie             | Deanna Stellato-Dudek / Maxime Deschamps | Riku Miura / Ryūichi Kihara      | Sara Conti / Niccolò Macii  |
| Danza sul ghiaccio | Madison Chock / Evan Bates               | Charlène Guignard / Marco Fabbri | Piper Gilles / Paul Poirier |

Piccole medaglie assegnate ai pattinatori che ottengono i più alti piazzamenti nel pattinaggio libero o nella danza libera in ogni disciplina:
| Giochi             | Oro                         | Argento                                  | Bronzo                                 |
| ------------------ | --------------------------- | ---------------------------------------- | -------------------------------------- |
| Uomini             | Ilia Malinin                | Adam Siao Him Fa                         | Yūma Kagiyama                          |
| Donne              | Kaori Sakamoto              | Isabeau Levito                           | Kim Chae-yeon                          |
| Coppie             | Riku Miura / Ryūichi Kihara | Deanna Stellato-Dudek / Maxime Deschamps | Minerva Fabienne Hase / Nikita Volodin |
| Danza sul ghiaccio | Piper Gilles / Paul Poirier | Madison Chock / Evan Bates               | Charlène Guignard / Marco Fabbri       |

### Medaglie per paese
Tabella delle medaglie per il piazzamento assoluto:
| Pos.   | Paese         | Oro | Argento | Bronzo | Totale |
| ------ | ------------- | --- | ------- | ------ | ------ |
| 1      | Stati Uniti   | 2   | 1       | 0      | 3      |
| 2      | Giappone      | 1   | 2       | 0      | 3      |
| 3      | Canada        | 1   | 1       | 0      | 0      |
| 4      | Corea del Sud | 0   | 0       | 1      | 1      |
| 4      | Francia       | 0   | 0       | 1      | 1      |
| 4      | Germania      | 0   | 0       | 1      | 1      |
| 4      | Italia        | 0   | 0       | 1      | 1      |
| Totale | Totale        | 4   | 4       | 4      | 12     |

Tabella delle piccole medaglie per il piazzamento nel segmento corto/ritmico:
| Pos.   | Paese         | Oro | Argento | Bronzo | Totale |
| ------ | ------------- | --- | ------- | ------ | ------ |
| 1      | Giappone      | 1   | 2       | 0      | 3      |
| 2      | Stati Uniti   | 1   | 1       | 1      | 3      |
| 3      | Canada        | 1   | 0       | 1      | 2      |
| 4      | Belgio        | 1   | 0       | 0      | 1      |
| 5      | Italia        | 0   | 1       | 1      | 2      |
| 6      | Corea del Sud | 0   | 0       | 1      | 1      |
| Totale | Totale        | 4   | 4       | 4      | 12     |

Tabella delle piccole medaglie per il piazzamento nel segmento libero:
| Pos.   | Paese         | Oro | Argento | Bronzo | Totale |
| ------ | ------------- | --- | ------- | ------ | ------ |
| 1      | Giappone      | 2   | 0       | 1      | 3      |
| 2      | Stati Uniti   | 1   | 2       | 0      | 3      |
| 3      | Canada        | 1   | 1       | 0      | 2      |
| 4      | Francia       | 0   | 1       | 0      | 1      |
| 5      | Corea del Sud | 0   | 0       | 1      | 1      |
| 5      | Germania      | 0   | 0       | 1      | 1      |
| 5      | Italia        | 0   | 0       | 1      | 1      |
| Totale | Totale        | 4   | 4       | 4      | 12     |

## Risultati

### Singolo maschile
| Pos.                                            | Nome                         | Nazionalità   | Punti totali | SP     | SP | FS     | FS |
| ----------------------------------------------- | ---------------------------- | ------------- | ------------ | ------ | -- | ------ | -- |
| 1                                               | Ilia Malinin                 | Stati Uniti   | 333.76       | 105.97 | 3  | 227.79 | 1  |
| 2                                               | Yūma Kagiyama                | Giappone      | 309.65       | 106.35 | 2  | 203.30 | 3  |
| 3                                               | Adam Siao Him Fa             | Francia       | 284.39       | 77.49  | 19 | 206.90 | 2  |
| 4                                               | Shōma Uno                    | Giappone      | 280.85       | 107.72 | 1  | 173.13 | 6  |
| 5                                               | Jason Brown                  | Stati Uniti   | 274.33       | 93.87  | 4  | 180.46 | 5  |
| 6                                               | Lukas Britschgi              | Svizzera      | 274.09       | 93.41  | 5  | 180.68 | 4  |
| 7                                               | Deniss Vasiļjevs             | Lettonia      | 257.80       | 89.42  | 8  | 168.38 | 8  |
| 8                                               | Kao Miura                    | Giappone      | 254.72       | 85.00  | 10 | 169.72 | 7  |
| 9                                               | Nikolaj Memola               | Italia        | 253.12       | 93.10  | 6  | 160.02 | 12 |
| 10                                              | Cha Jun-hwan                 | Corea del Sud | 249.65       | 88.21  | 9  | 161.44 | 11 |
| 11                                              | Aleksandr Selevko            | Estonia       | 247.57       | 84.08  | 12 | 163.49 | 9  |
| 12                                              | Mark Gorodnitsky             | Israele       | 243.25       | 80.49  | 14 | 162.76 | 10 |
| 13                                              | Nika Egadze                  | Georgia       | 241.55       | 92.08  | 7  | 149.47 | 15 |
| 14                                              | Mïxaïl Şaydorov              | Kazakistan    | 234.19       | 80.02  | 16 | 154.17 | 13 |
| 15                                              | Donovan Carrillo             | Messico       | 232.67       | 80.19  | 15 | 152.48 | 14 |
| 16                                              | Gabriele Frangipani          | Italia        | 231.38       | 82.63  | 13 | 148.75 | 17 |
| 17                                              | Wesley Chiu                  | Canada        | 227.21       | 78.00  | 18 | 149.21 | 16 |
| 18                                              | Kim Hyun-gyeom               | Corea del Sud | 222.79       | 74.89  | 21 | 147.90 | 18 |
| 19                                              | Roman Sadovsky               | Canada        | 221.57       | 84.28  | 11 | 137.29 | 22 |
| 20                                              | Camden Pulkinen              | Stati Uniti   | 219.86       | 78.85  | 17 | 141.01 | 20 |
| 21                                              | Luc Economides               | Francia       | 217.20       | 74.02  | 22 | 143.08 | 19 |
| 22                                              | Semen Daniliants             | Armenia       | 213.99       | 73.46  | 23 | 140.53 | 21 |
| 23                                              | Andreas Nordebäck            | Svezia        | 211.45       | 76.20  | 20 | 135.25 | 23 |
| 24                                              | Lee Si-hyeong                | Corea del Sud | 207.59       | 73.23  | 24 | 134.36 | 24 |
| Non qualificati per la fase di programma libero |                              |               |              |        |    |        |    |
| 25                                              | Vladimir Litvintsev          | Azerbaigian   | 72.16        | 72.16  | 25 |        |    |
| 26                                              | Davide Lewton Brain          | Monaco        | 71.58        | 71.58  | 26 |        |    |
| 27                                              | Maurizio Zandron             | Austria       | 69.59        | 69.59  | 27 |        |    |
| 28                                              | Tomàs-Llorenç Guarino Sabaté | Spagna        | 68.35        | 68.35  | 28 |        |    |
| 29                                              | Jari Kessler                 | Croazia       | 68.32        | 68.32  | 29 |        |    |
| 30                                              | Burak Demirboğa              | Turchia       | 68.18        | 68.18  | 30 |        |    |
| 31                                              | Vladimir Samojlov            | Polonia       | 67.81        | 67.81  | 31 |        |    |
| 32                                              | Nikita Starostin             | Germania      | 67.34        | 67.34  | 32 |        |    |
| 33                                              | Ivan Shmuratko               | Ucraina       | 66.90        | 66.90  | 33 |        |    |
| 34                                              | Valtter Virtanen             | Finlandia     | 66.55        | 66.55  | 34 |        |    |
| 35                                              | Adam Hagara                  | Slovacchia    | 65.37        | 65.37  | 35 |        |    |
| 36                                              | Georgii Reshtenko            | Rep. Ceca     | 65.35        | 65.35  | 36 |        |    |
| 37                                              | Aleksandăr Zlatkov           | Bulgaria      | 64.77        | 64.77  | 37 |        |    |
| 38                                              | Edward Appleby               | Gran Bretagna | 59.51        | 59.51  | 38 |        |    |
| 39                                              | Jin Boyang                   | Cina          | 58.53        | 58.53  | 39 |        |    |
| 40                                              | Aleksandr Vlasenko           | Ungheria      | 51.50        | 51.50  | 40 |        |    |

### Singolo femminile
| Pos.                                            | Nome                    | Nazione       | Totale | SP    | SP | FS     | FS |
| ----------------------------------------------- | ----------------------- | ------------- | ------ | ----- | -- | ------ | -- |
| 1                                               | Kaori Sakamoto          | Giappone      | 222.96 | 73.29 | 4  | 149.67 | 1  |
| 2                                               | Isabeau Levito          | Stati Uniti   | 212.16 | 73.73 | 2  | 138.43 | 2  |
| 3                                               | Kim Chae-yeon           | Corea del Sud | 203.59 | 66.91 | 6  | 136.68 | 3  |
| 4                                               | Loena Hendrickx         | Belgio        | 200.25 | 76.98 | 1  | 123.27 | 8  |
| 5                                               | Kimmy Repond            | Svizzera      | 196.02 | 62.64 | 12 | 133.38 | 4  |
| 6                                               | Lee Hae-in              | Corea del Sud | 195.48 | 73.55 | 3  | 121.93 | 12 |
| 7                                               | Mone Chiba              | Giappone      | 195.46 | 62.64 | 13 | 132.82 | 5  |
| 8                                               | Hana Yoshida            | Giappone      | 194.93 | 64.56 | 8  | 130.37 | 6  |
| 9                                               | Livia Kaiser            | Svizzera      | 187.24 | 64.05 | 10 | 123.19 | 9  |
| 10                                              | Amber Glenn             | Stati Uniti   | 186.53 | 64.53 | 9  | 122.00 | 11 |
| 11                                              | Ekaterina Kurakova      | Polonia       | 184.76 | 62.34 | 14 | 122.42 | 10 |
| 12                                              | You Young               | Corea del Sud | 183.35 | 67.37 | 5  | 115.98 | 14 |
| 13                                              | Anastasija Gubanova     | Georgia       | 182.42 | 58.66 | 20 | 123.76 | 7  |
| 14                                              | Ol'ha Mikutina          | Austria       | 177.76 | 60.77 | 16 | 116.99 | 13 |
| 15                                              | Nina Pinzarrone         | Belgio        | 177.46 | 64.04 | 11 | 113.42 | 16 |
| 16                                              | Niina Petrõkina         | Estonia       | 176.53 | 66.23 | 7  | 110.30 | 18 |
| 17                                              | Lorine Schild           | Francia       | 172.90 | 59.41 | 18 | 113.49 | 15 |
| 18                                              | Madeline Schizas        | Canada        | 171.78 | 59.65 | 17 | 112.13 | 17 |
| 19                                              | Josefin Taljegård       | Svezia        | 167.47 | 61.55 | 15 | 105.92 | 20 |
| 20                                              | Sarina Joos             | Italia        | 167.04 | 59.39 | 19 | 107.65 | 19 |
| 21                                              | Nataly Langerbaur       | Estonia       | 159.55 | 53.81 | 24 | 105.74 | 21 |
| 22                                              | Ting Tzu-Han            | Taipei cinese | 157.83 | 56.32 | 22 | 101.51 | 22 |
| 23                                              | Mia Caroline Risa Gomez | Norvegia      | 147.13 | 55.09 | 23 | 92.04  | 23 |
| 24                                              | Nella Pelkonen          | Finlandia     | 145.45 | 56.82 | 21 | 88.63  | 24 |
| Non qualificati per la fase di programma libero |                         |               |        |       |    |        |    |
| 25                                              | Nina Povey              | Gran Bretagna | 53.50  | 53.50 | 25 |        |    |
| 26                                              | Aleksandra Fejgin       | Bulgaria      | 53.33  | 53.33 | 26 |        |    |
| 27                                              | Julia Sauter            | Romania       | 52.52  | 52.52 | 27 |        |    |
| 28                                              | Eliška Březinová        | Rep. Ceca     | 50.90  | 50.90 | 28 |        |    |
| 29                                              | Kristina Isaev          | Germania      | 50.07  | 50.07 | 29 |        |    |
| 30                                              | Vanesa Selmekova        | Slovacchia    | 48.94  | 48.94 | 30 |        |    |
| 31                                              | Sofja Stepčenko         | Lettonia      | 46.74  | 46.74 | 31 |        |    |
| 32                                              | Mariia Seniuk           | Israele       | 46.57  | 46.57 | 32 |        |    |
| 33                                              | Anastasia Gracheva      | Moldavia      | 46.12  | 46.12 | 33 |        |    |
| 34                                              | Anastasia Gozhva        | Ucraina       | 40.28  | 40.28 | 34 |        |    |
| 35                                              | Meda Variakojytė        | Lituania      | 40.04  | 40.04 | 35 |        |    |

### Coppie
All'età di 40 anni, la pattinatrice canadese Deanna Stellato-Dudek è diventata la donna più anziana a vincere una medaglia d'oro ai Campionati del mondo.
| Pos.                                            | Nome                                           | Nazione       | Totale | SP    | SP | FS     | FS |
| ----------------------------------------------- | ---------------------------------------------- | ------------- | ------ | ----- | -- | ------ | -- |
| 1                                               | Deanna Stellato-Dudek / Maxime Deschamps       | Canada        | 221.56 | 77.48 | 1  | 144.08 | 2  |
| 2                                               | Riku Miura / Ryūichi Kihara                    | Giappone      | 217.88 | 73.53 | 2  | 144.35 | 1  |
| 3                                               | Minerva Fabienne Hase / Nikita Volodin         | Germania      | 210.40 | 72.10 | 4  | 138.30 | 3  |
| 4                                               | Marija Pavlova / Aleksej Sviatčenko            | Ungheria      | 204.60 | 68.01 | 6  | 136.59 | 4  |
| 5                                               | Annika Hocke / Robert Kunkel                   | Germania      | 198.23 | 67.64 | 7  | 130.59 | 5  |
| 6                                               | Sara Conti / Niccolò Macii                     | Italia        | 197.34 | 72.88 | 3  | 124.46 | 6  |
| 7                                               | Anastasiia Metelkina / Luka Berulava           | Georgia       | 189.30 | 72.02 | 5  | 117.28 | 10 |
| 8                                               | Lia Pereira / Trennt Michaud                   | Canada        | 186.93 | 64.83 | 9  | 122.10 | 7  |
| 9                                               | Lucrezia Beccari / Matteo Guarise              | Italia        | 185.40 | 66.12 | 8  | 119.28 | 9  |
| 10                                              | Anastasija Golubeva / Hektor Giotopoulos Moore | Australia     | 182.71 | 63.35 | 11 | 119.36 | 8  |
| 11                                              | Emily Chan / Spencer Akira Howe                | Stati Uniti   | 180.41 | 62.86 | 12 | 115.97 | 11 |
| 12                                              | Ellie Kam / Danny O'Shea                       | Stati Uniti   | 175.44 | 64.44 | 10 | 112.58 | 13 |
| 13                                              | Valentina Plazas / Maximiliano Fernandez       | Stati Uniti   | 174.15 | 61.64 | 13 | 112.51 | 14 |
| 14                                              | Dar'ja Danilova / Michel Tsiba                 | Paesi Bassi   | 172.24 | 59.07 | 17 | 113.17 | 12 |
| 15                                              | Kelly Ann Laurin / Loucas Éthier               | Canada        | 169.48 | 60.18 | 14 | 109.30 | 15 |
| 16                                              | Peng Cheng / Wang Lei                          | Cina          | 165.67 | 59.50 | 15 | 106.17 | 16 |
| 17                                              | Sofiia Holichenko / Artem Darenskyi            | Ucraina       | 159.39 | 59.34 | 16 | 100.05 | 18 |
| 18                                              | Milania Väänänen / Filippo Clerici             | Finlandia     | 156.02 | 55.40 | 19 | 100.62 | 17 |
| 19                                              | Ioulia Chtchetinina / Michał Woźniak           | Polonia       | 155.91 | 56.24 | 18 | 99.67  | 19 |
| 20                                              | Anastasia Vaipan-Law / Luke Digby              | Gran Bretagna | 153.06 | 54.69 | 20 | 98.37  | 20 |
| Non qualificati per la fase di programma libero |                                                |               |        |       |    |        |    |
| 21                                              | Isabella Gamez / Aleksandr Korovin             | Filippine     | 49.70  | 49.70 | 21 |        |    |
| 22                                              | Sophia Schaller / Livio Mayr                   | Austria       | 49.54  | 49.54 | 22 |        |    |
| 23                                              | Greta Crafoord / John Crafoord                 | Svezia        | 49.05  | 49.05 | 23 |        |    |
| 24                                              | Federica Simioli / Alessandro Zarbo            | Rep. Ceca     | 46.84  | 46.84 | 24 |        |    |

### Danza su ghiaccio
| Pos.                                        | Nome                                           | Nazione       | Totale | RD    | RD | FD     | FD |
| ------------------------------------------- | ---------------------------------------------- | ------------- | ------ | ----- | -- | ------ | -- |
| 1                                           | Madison Chock / Evan Bates                     | Stati Uniti   | 222.20 | 90.08 | 1  | 132.12 | 2  |
| 2                                           | Piper Gilles / Paul Poirier                    | Canada        | 219.68 | 86.51 | 3  | 133.14 | 1  |
| 3                                           | Charlène Guignard / Marco Fabbri               | Italia        | 216.52 | 87.52 | 2  | 129.00 | 3  |
| 4                                           | Lilah Fear / Lewis Gibson                      | Gran Bretagna | 210.92 | 84.60 | 4  | 126.32 | 4  |
| 5                                           | Marjorie Lajoie / Zachary Lagha                | Canada        | 208.01 | 82.30 | 5  | 125.71 | 5  |
| 6                                           | Allison Reed / Saulius Ambrulevičius           | Lituania      | 200.96 | 80.99 | 6  | 119.97 | 9  |
| 7                                           | Christina Carreira / Anthony Ponomarenko       | Stati Uniti   | 200.32 | 79.26 | 8  | 121.06 | 7  |
| 8                                           | Evgenija Loparëva / Geoffrey Brissaud          | Francia       | 200.28 | 80.01 | 7  | 120.27 | 8  |
| 9                                           | Laurence Fournier Beaudry / Nikolaj Sørensen   | Canada        | 199.91 | 75.79 | 10 | 124.12 | 6  |
| 10                                          | Juulia Turkkila / Matthias Versluis            | Finlandia     | 192.34 | 75.89 | 9  | 116.45 | 10 |
| 11                                          | Loïcia Demougeot / Théo Le Mercier             | Francia       | 190.00 | 75.74 | 11 | 114.26 | 13 |
| 12                                          | Diana Devis / Gleb Smolkin                     | Georgia       | 188.34 | 74.46 | 12 | 113.88 | 14 |
| 13                                          | Kateřina Mrázková / Daniel Mrázek              | Rep. Ceca     | 188.28 | 73.05 | 13 | 115.23 | 11 |
| 14                                          | Hannah Lim / Ye Quan                           | Corea del Sud | 186.51 | 71.89 | 14 | 114.62 | 12 |
| 15                                          | Natálie Taschlerová / Filip Taschler           | Rep. Ceca     | 180.77 | 68.25 | 18 | 111.92 | 15 |
| 16                                          | Yuka Orihara / Juho Pirinen                    | Finlandia     | 175.99 | 68.66 | 17 | 107.33 | 16 |
| 17                                          | Holly Harris / Jason Chan                      | Australia     | 174.78 | 71.44 | 16 | 103.34 | 19 |
| 18                                          | Misato Komatsubara / Tim Koleto                | Giappone      | 173.90 | 66.92 | 20 | 106.98 | 17 |
| 19                                          | Olivia Smart / Tim Dieck                       | Spagna        | 173.53 | 71.81 | 15 | 101.72 | 20 |
| 20                                          | Carolane Soucisse / Shane Firus                | Irlanda       | 171.67 | 68.04 | 19 | 103.63 | 18 |
| Non qualificati per la fase di danza libera |                                                |               |        |       |    |        |    |
| 21                                          | Phebe Bekker / James Hernandez                 | Gran Bretagna | 66.39  | 66.39 | 21 |        |    |
| 22                                          | Jennifer Janse van Rensburg / Benjamin Steffan | Germania      | 65.86  | 65.86 | 22 |        |    |
| 23                                          | Emily Bratti / Ian Somerville                  | Stati Uniti   | 65.21  | 65.21 | 23 |        |    |
| 24                                          | Marija Ignateva / Danijil Szemko               | Ungheria      | 64.59  | 64.59 | 24 |        |    |
| 25                                          | Victoria Manni / Carlo Röthlisberger           | Italia        | 63.64  | 63.64 | 25 |        |    |
| 26                                          | Marija Holubcova / Kyryl Bjelobrov             | Ucraina       | 63.30  | 63.30 | 26 |        |    |
| 27                                          | Anna Šimová / Kirill Aksenov                   | Slovacchia    | 62.76  | 62.76 | 27 |        |    |
| 28                                          | Milla Ruud Reitan / Nikolaj Majorov            | Svezia        | 61.13  | 61.13 | 28 |        |    |
| 29                                          | Marija Nosovitskaja / Michail Nosovitskij      | Israele       | 59.16  | 59.16 | 29 |        |    |
| 30                                          | Chen Xizi / Xing Jianing                       | Cina          | 58.80  | 58.80 | 30 |        |    |
| 31                                          | Paulina Ramanauskaitė / Deividas Kizala        | Lituania      | 58.52  | 58.52 | 31 |        |    |
| 32                                          | Gina Zehnder / Beda Leon Sieber                | Svizzera      | 58.19  | 58.19 | 32 |        |    |
| 33                                          | Solène Mazingue / Marko Jevgeni Gaidajenko     | Estonia       | 57.09  | 57.09 | 33 |        |    |
| 34                                          | Olivia Oliver / Filip Bojanowski               | Polonia       | 54.19  | 54.19 | 34 |        |    |
| 35                                          | Hanna Jakucs / Alessio Galli                   | Paesi Bassi   | 51.99  | 51.99 | 35 |        |    |
| 36                                          | Adrienne Carhart / Oleksandr Kolosovskyi       | Azerbaigian   | 49.56  | 49.56 | 36 |        |    |